# Fallrate
Als Fallrate bezeichnet man in der Meteorastronomie die Zahl der beobachteten Meteore in einem bestimmten Zeitintervall, meist innerhalb einer Stunde. Sie ist ein Maß für die Teilchendichte eines Meteorstroms, hängt aber stark von Ort, Datum und Zeitpunkt der Beobachtung ab.
Jede in geeigneten Zeitintervallen gut beobachtete und dokumentierte Fallrate kann unter Kenntnis dieser Daten und der Grenzhelligkeit der freiäugig sichtbaren Sterne in ein objektives Maß umgerechnet werden, die sogenannte Zenith Hour Rate (ZHR). Diese stellt die mittlere Fallrate des jeweiligen Meteorschauers zum betrachteten Zeitpunkt dar und lässt auf die größte auftretende ZHR zum Maximum des Meteorstroms schließen.
Im Regelfall sind die Fallraten am Morgenhimmel am höchsten, weil man sich da auf der „Vorderseite“ der Erde bei ihrem Umlauf um die Sonne befindet. Sie werden meist visuell beobachtet, am besten gleichzeitig von mehreren Personen. Von manchen Astrovereinen werden auch fotografische und Radar-Messungen vorgenommen.
Die Fallraten hängen neben den örtlichen und zeitlichen Bedingungen (Standort, Wetterverhältnisse, Dunkelheit des Sternhimmels usw.) auch von der Erfahrung des Beobachters und seinen Augen ab. Nach Meldung an zentrale Stellen – im deutschen Sprachraum z. B. der Arbeitskreis Meteore des VdS, das Astronomische Büro in Wien oder dem SAG – können durchschnittliche Werte berechnet und auch eventuelle langjährige Veränderungen der ZHR festgestellt werden.